# 外膜
外膜（英语：adventitia）是器官周围纤维结缔组织的外层。 
其中比较特殊的是围绕动脉或静脉的外层结缔组织，被称为血管外膜。
在某种程度上，外膜的作用与浆膜的作用是互补的。浆膜也是一层环绕器官的结缔组织。在腹部，器官是否被外膜或浆膜覆盖取决于它是腹膜内还是腹膜后：
- 腹膜内器官被浆膜覆盖（一层间皮，内脏腹膜）
- 腹膜后器官被外膜覆盖（疏松结缔组织）

在胃肠道中，大多数情况下，肌肉层被浆膜包裹。然而，在口腔、胸段食管、升结肠、降结肠和直肠，肌肉层却以外膜为界。十二指肠的肌肉层同时被两种组织包裹。一般来说，如果是消化道中可以自由活动的部分，则被浆膜覆盖，如果是相对刚性固定的部分，则被外膜覆盖。
在胆囊与肝脏边界处的胆囊结缔组织被外膜覆盖，但其表面的其余部分被浆膜覆盖。